# Nestima cuneifera
Nestima cuneifera är en tvåvingeart som först beskrevs av Meijere 1914.  Nestima cuneifera ingår i släktet Nestima och familjen skridflugor. Inga underarter finns listade i Catalogue of Life.